# کمدین (فیلم ۲۰۰۲)
«کمدین» (انگلیسی: Comedian) یک فیلم آمریکایی در سبک مستند است که در سال ۲۰۰۲ منتشر شد. از بازیگران آن می‌توان به جری ساینفلد اشاره کرد.
این فیلم همچنین دارای یک کمیک نوظهور به نام اورنی آدامز است که در تلاش است تا در کسب و کار نمایشی موفق شود. بسیاری از کمدین های شناخته شده دیگر نیز از جمله کالین کوئین، جرج جیرالدو، جیم نورتون، ری رومانو، گادفری، کریس راک، جورج والاس، ماریو جوینر، جی لنو، تام پاپا، بیل کازبی و رابرت کلاین در این فیلم حداقل یک سکانس بازی کرده‌اند.

## موضوع فیلم
جری ساینفلد که از موفقیتهای خود خوشحال است، تصمیم عجیبی می‌گیرد. او از نقش خود کناره گیری کرده و تصمیم می‌گیرد چیزی کاملاً جدید را بسازد. فیلم او را در این موقعیت دنبال می‌کند.

## خلاصه داستان
این فیلم کمدین جری سینفلد را دنبال می کند که پس از بازنشستگی استندآپ کمدی قدیمی خود پس از پایان ساخت کمدی بسیار موفق خود سینفلد و ضبط فیلم کمدی ویژه HBO در سال 1998 برای آخرین بار به تو می گویم، یک بازی کاملاً جدید را توسعه می دهد. تلاش‌های ساینفلد با مبارزات کمدین تازه‌کار اورنی آدامز برای حضور در تجارت نمایشی موازی می‌شود، و در حین فیلم‌برداری، هر دو استندآپ در قسمت‌های مختلف Late Show با دیوید لترمن - آدامز برای اولین بار، و سینفلد برای اولین بار ظاهر شدند. اولین بار بعد از مدتی بسیاری از کمدین های شناخته شده دیگری که در فیلم ظاهر می شوند، که برخی از آنها با سینفلد در مورد هنر خود صحبت می کنند، و برخی از آنها تنها به طور خلاصه به آنها اشاره می شود، عبارتند از: گرگ گیرالدو، جیم نورتون، کالین کوین، جورج والاس، رابرت کلاین، تام پاپا، ماریو جوینر، ری رومانو، گادفری، کریس راک، گری شیندلینگ، کوین نیلون، جی لنو و بیل کازبی.

## تبلیغات
تریلر غیرمعمول فیلم هیچ تصویری از فیلم نداشت، در عوض هنرمند معروف صداپیشگی، هال داگلاس در یک غرفه ضبط، کلیشه‌هایی را از تریلر فیلم‌های اکشن برای ناامیدی سازندگان فیلم تکرار می‌کرد.